# Grolley

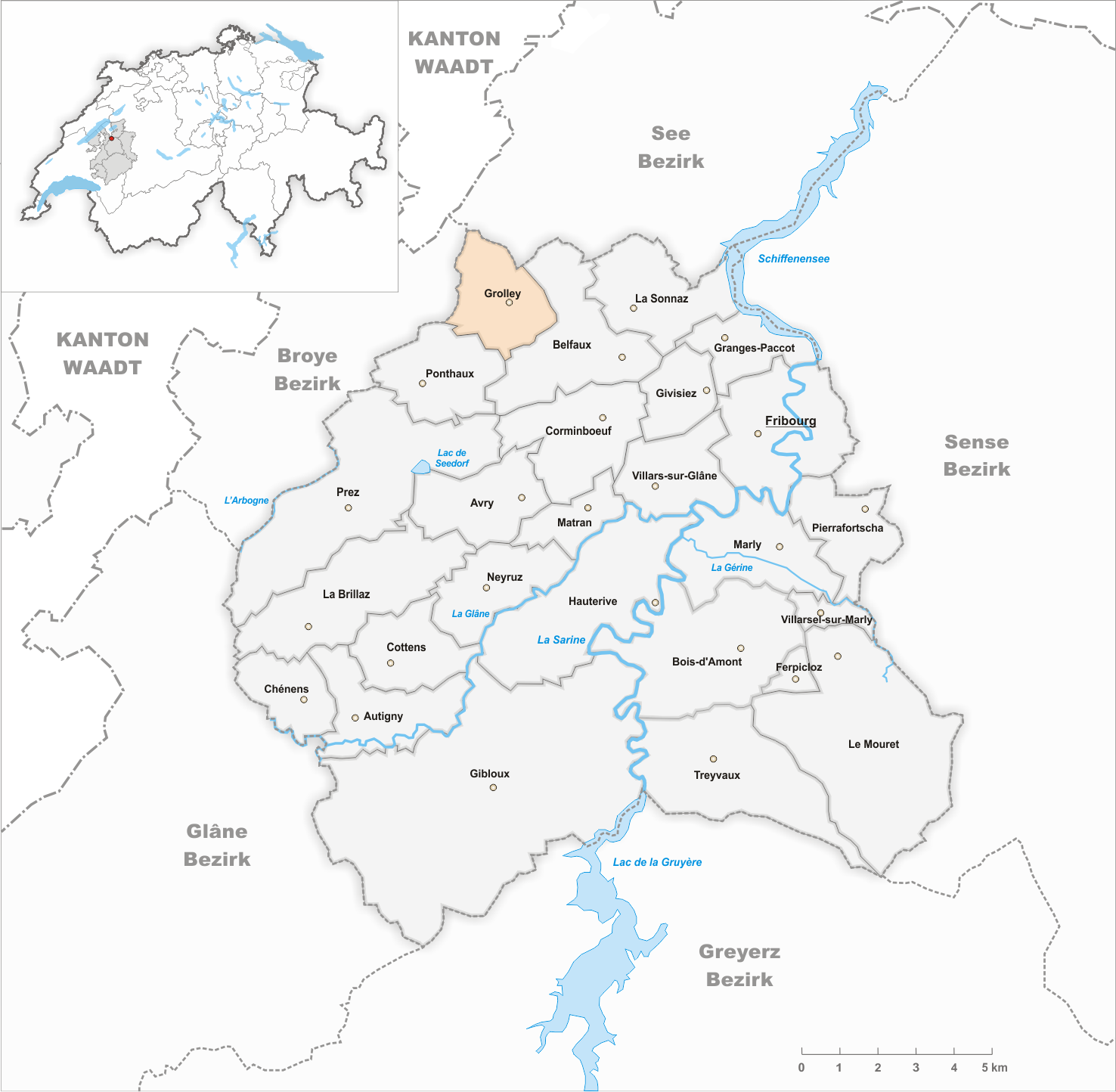
Gemeindestand vor der Fusion am 1. Januar 2025

Grolley ist ein Ort in der Gemeinde Grolley-Ponthaux im District de la Sarine (deutsch: Saanebezirk) des Kantons Freiburg in der Schweiz. Am 1. Januar 2000 wurde die früher selbständige Gemeinde Corsalettes nach Grolley eingemeindet. Am 1. Januar 2025 fusionierte die ehemalige Gemeinde mit Ponthaux zur Gemeinde Grolley-Ponthaux.

## Geographie
Grolley liegt auf 625 m ü. M., 8 km westnordwestlich der Kantonshauptstadt Freiburg (Luftlinie). Das Dorfzentrum erstreckt sich auf einer kleinen Anhöhe des Molasseplateaus des Freiburger Mittellandes, nördlich des Tälchens des zum Chandon fliessenden Dorfbachs. Grolley gehört der Agglomeration Freiburg an.
Die Fläche des 5,3 km² grossen ehemaligen Gemeindegebiets umfasst einen Abschnitt des leicht gewellten Molasseplateaus zwischen der Broyeebene im Nordwesten und der Saane im Südosten. Der Hauptteil des Gebietes wird vom Plateau von Grolley eingenommen, das auf einer durchschnittlichen Höhe von 610 m ü. M. liegt. Das nur geringe Reliefunterschiede aufweisende Plateau wird vom Dorfbach von Grolley (La Morte) über den Ruisseau de Corsalettes nach Norden entwässert. Nördlich des Dorfes hat der Bach im Lauf der Zeit allmählich ein Erosionstal geschaffen, das meist bewaldet und bis zu 50 m in das Plateau eingetieft ist. Die westliche Gemeindegrenze verläuft oberhalb des zum Chandon-Tal abfallenden Steilhanges. Nach Süden erstreckt sich der Gemeindeboden in den Forêt de l'Etat und erreicht hier mit 730 m ü. M. den höchsten Punkt von Grolley. Im Osten liegt die Grenze an der Strasse von Freiburg nach Avenches, und das Gebiet reicht bis an den Waldrand des Bois du Fossé. Von der Gemeindefläche entfielen 1997 16 % auf Siedlungen, 18 % auf Wald und Gehölze und 66 % auf Landwirtschaft.
Zu Grolley gehören das Dorf Corsalettes (581 m ü. M.) am Nordhang des Nomont, der Weiler Guéravet (617 m ü. M.) auf dem Hochplateau östlich des Chandontals sowie einige Einzelhöfe. Nachbargemeinden von Grolley waren Misery-Courtion, Belfaux, Ponthaux und Belmont-Broye.

## Bevölkerung
Mit 2120 Einwohnern (Stand 31. Dezember 2023) gehörte Grolley zu den mittelgrossen Gemeinden des Kantons Freiburg. Von den Bewohnern sind 90,0 % französischsprachig, 6,2 % deutschsprachig, und 1,2 % sprechen Italienisch (Stand 2000). Die Bevölkerungszahl von Grolley belief sich 1850 auf 345 Einwohner, 1900 auf 378 Einwohner. Im Verlauf des 20. Jahrhunderts pendelte die Bevölkerungszahl im Bereich zwischen 380 und 1470 Einwohnern. Seit 1970 (528 Einwohner) wurde ein markantes Bevölkerungswachstum verbunden mit fast einer Verdreifachung der Einwohnerzahl innerhalb von 30 Jahren verzeichnet.
Einwohnerzahlen: Volkszählungsdaten      Angaben ab 2000 inkl. Corsalettes (Eingemeindung 2000)

## Wirtschaft
Grolley war bis in die zweite Hälfte des 20. Jahrhunderts ein vorwiegend durch die Landwirtschaft geprägtes Dorf. Heute haben der Ackerbau, der Obstbau, die Milchwirtschaft und die Viehzucht nur noch einen geringen Stellenwert in der Erwerbsstruktur der Bevölkerung.
Zahlreiche weitere Arbeitsplätze sind im lokalen Kleingewerbe und im Dienstleistungssektor vorhanden. Seit den 1970er-Jahren hat sich in Grolley eine Industrie- und Gewerbezone entwickelt. Heute sind in der Gemeinde Unternehmen des Baugewerbes, des Karosseriebaus, der Elektrobranche und feinmechanische Werkstätten vertreten. Seit 1970 unterhält die schweizerische Armee hier einen Fahrzeugpark mit Truppenunterkunft. In den letzten Jahrzehnten hat sich das Dorf auch zu einer Wohngemeinde entwickelt. Viele Erwerbstätige sind deshalb Wegpendler, die hauptsächlich in der Region Freiburg arbeiten.

## Verkehr
Die ehemalige Gemeinde ist verkehrsmässig gut erschlossen. Sie liegt an der Hauptstrasse von Freiburg nach Payerne. Der nächste Anschluss an die Autobahn A12 (Bern–Vevey) befindet sich rund 6 km vom Ortskern entfernt. Am 25. August 1876 wurde die Eisenbahnlinie von Freiburg nach Payerne mit einem Bahnhof in Grolley in Betrieb genommen. Eine Buslinie der Transports publics Fribourgeois verkehrt von Grolley nach Rosé.

## Geschichte

Altes Wappen von Grolley

Die erste urkundliche Erwähnung des Ortes erfolgte 1137 unter dem Namen Groslerio. Später erschienen die Bezeichnungen Groslers (1138), Grolerio (1148) und Groslero (1175). Die Etymologie des Ortsnamens ist nicht eindeutig geklärt. Grolley könnte vom Patois-Ausdruck grolle (Dohle) abgeleitet worden sein.
Im Mittelalter bildete Grolley unter den Edlen von Grolley eine eigene kleine Herrschaft. Durch Kauf kam das Dorf 1442 unter die Herrschaft von Freiburg und wurde der Alten Landschaft (Spitalpanner) zugeordnet. Nach dem Zusammenbruch des Ancien Régime (1798) gehörte Grolley während der Helvetik und der darauf folgenden Zeit zum Bezirk Freiburg, bevor es 1848 mit der neuen Kantonsverfassung in den Saanebezirk eingegliedert wurde.
Nach der Eröffnung der Bahnlinie von Freiburg nach Payerne entwickelte sich um den westlich des Dorfes gelegenen Bahnhof allmählich eine Siedlung. Im Verlauf des 20. Jahrhunderts verlagerte sich der Siedlungsschwerpunkt von Grolley immer mehr zur Bahnhofsiedlung, während um den alten Dorfkern nur wenige neue Häuser gebaut wurden. Einen wirtschaftlichen Aufschwung erlebte das Dorf in den 1970er-Jahren nach der Gründung des Armeefahrzeugparks und der Kaserne.
Mit Wirkung auf den 1. Januar 2000 wurde das vorher selbständige Corsalettes nach Grolley eingemeindet. Durch den Zusammenschluss erhielt Grolley ein neues Wappen.

## Sehenswürdigkeiten
Seit 1354 ist in Grolley eine Kapelle bezeugt, die 1760 nach einem Brand wieder aufgebaut und 1802 zur Pfarrkirche erhoben wurde. Ihre heutige Gestalt erhielt die Kirche Saint-Jean-Baptiste beim Neubau von 1910. Im Dorf befindet sich ein herrschaftliches Patrizierhaus von 1749, auch Château du village genannt. Etwas östlich von Grolley steht das Schloss Rosière, das auf einen ursprünglich aus dem 12. Jahrhundert stammenden Bau zurückgeht, der von einem Wassergraben umgeben war. An der Stelle des alten Schlosses wurde im frühen 19. Jahrhundert das jetzige Schloss Rosière erbaut.

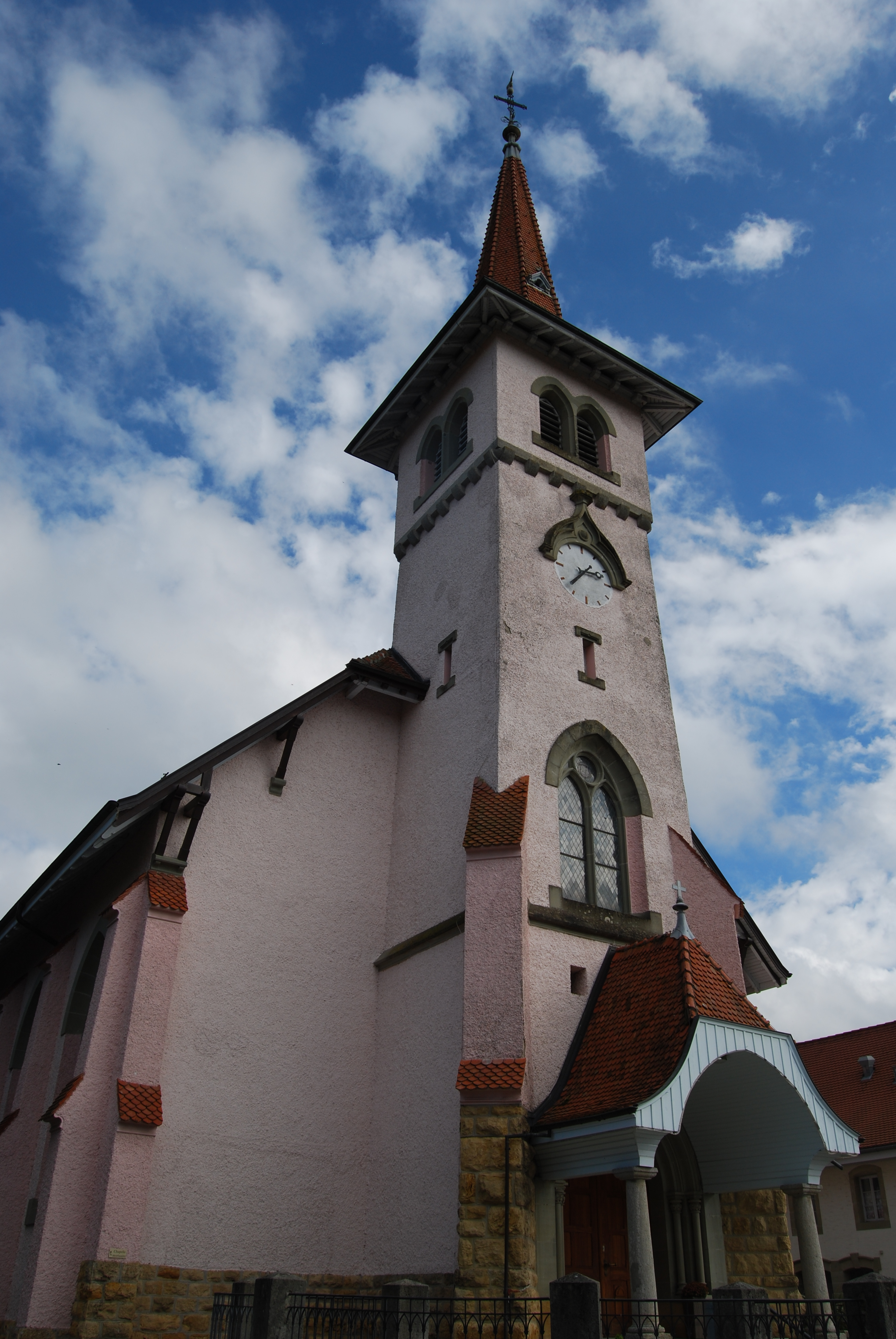
Kirche von Grolley
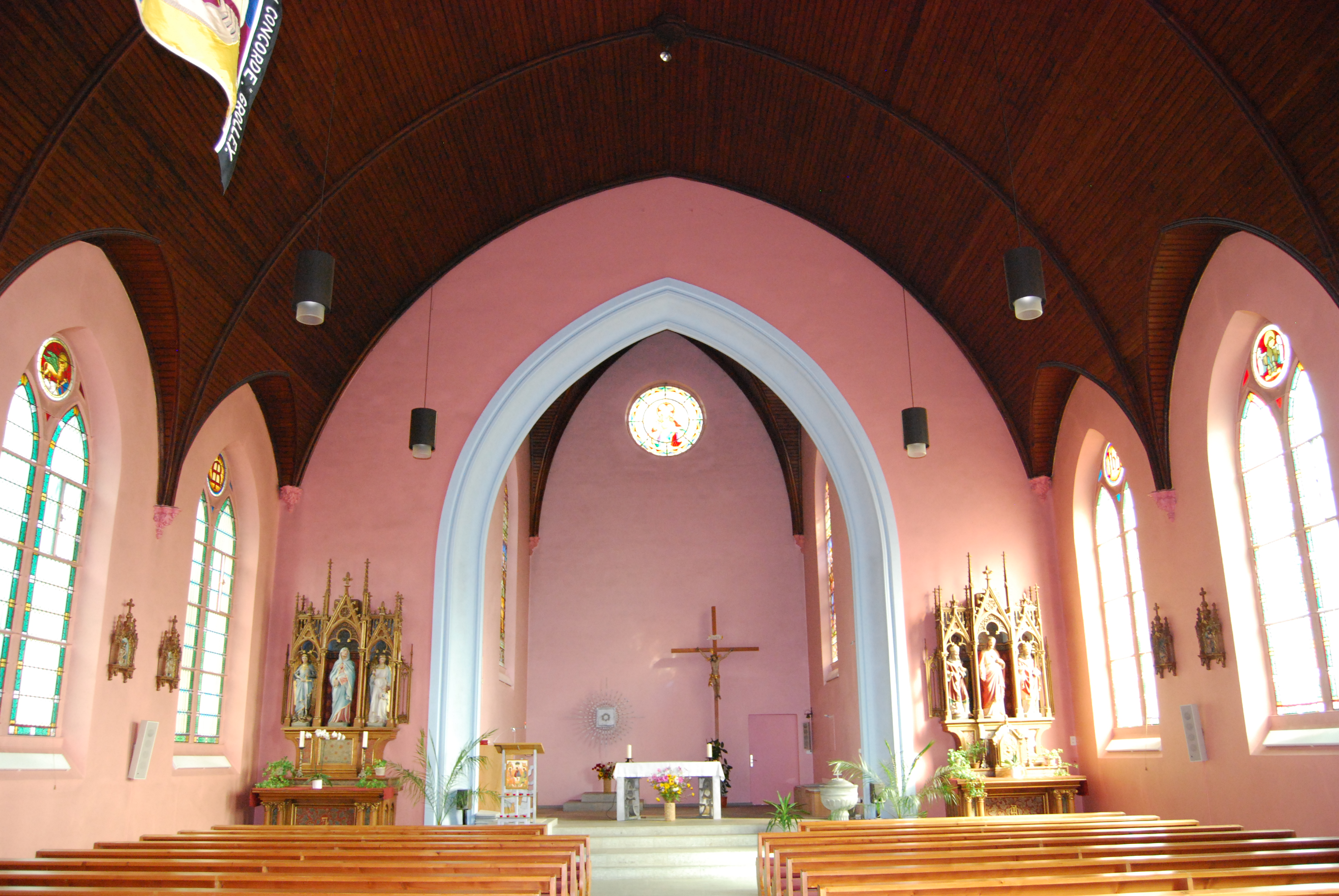
Innenansicht der Kirche
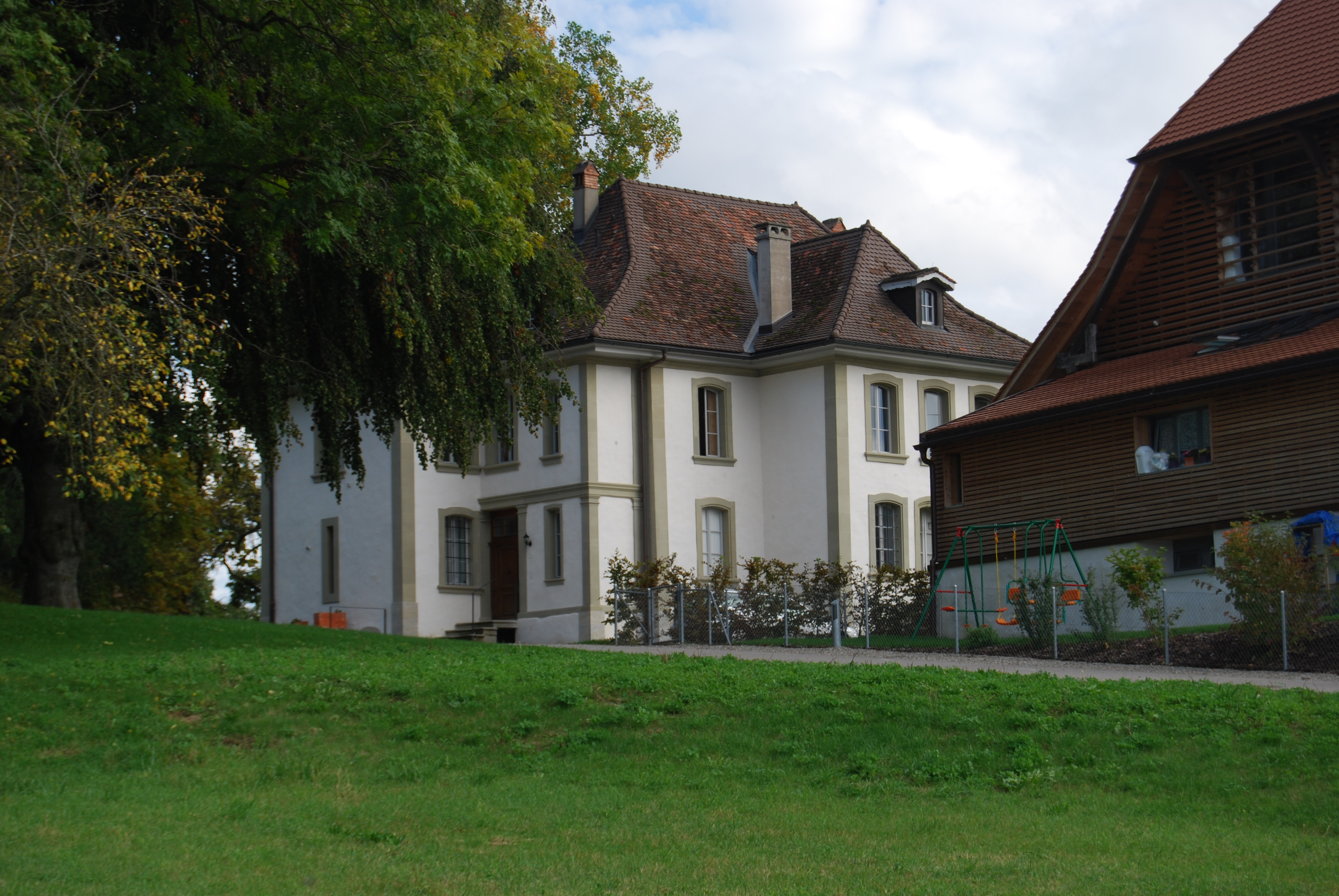
Patrizierhaus Château du village (Dorfschloss)
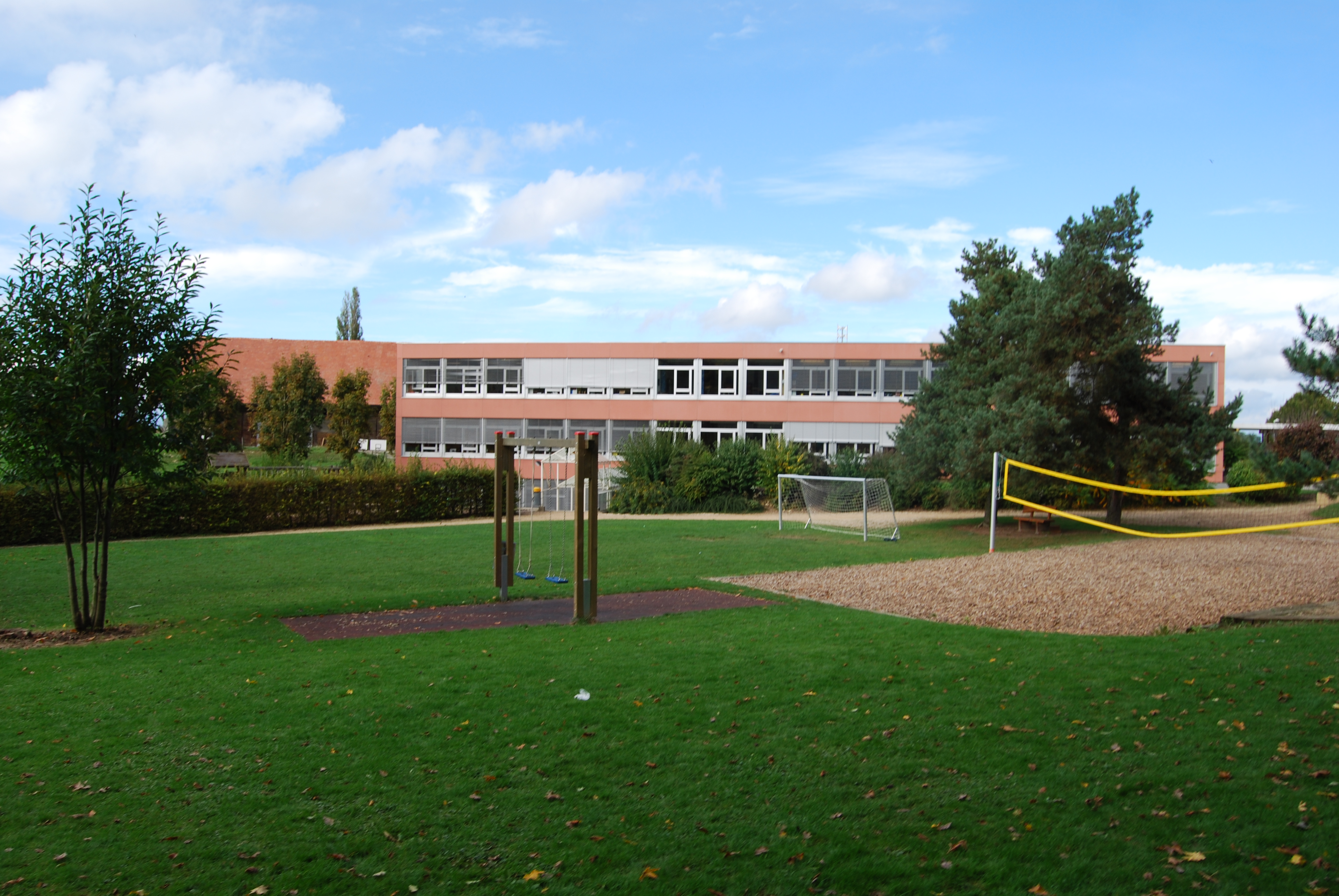
Schule
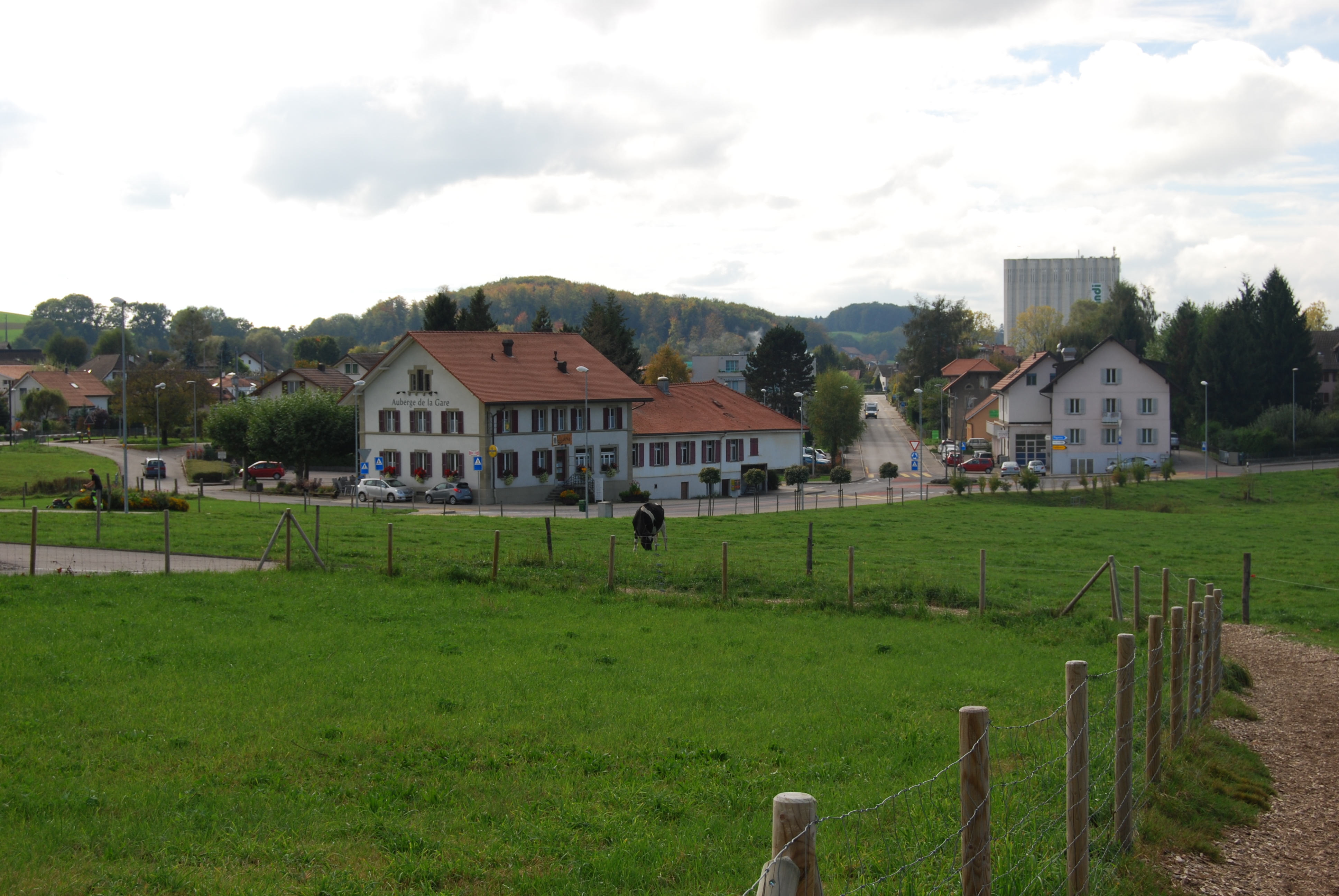
Bahnhofviertel